# Portada/efemèride desembre 26
Curtis Mayfield
« 25 de desembre · 26 de desembre · 27 de desembre »